# Цербер (вулкан)
Вулкан Цербер (англ. Cerberus) — знаходиться на острові Семисопочний (Алеутські острови, Аляска, США) у південно-західній частині кальдерного валу. Складений голоценовими та сучасними базальтами, авгіт-гіперстеновими андезитами. Проявляє фумарольну діяльність. Діаметр вулкану 7 км.